# MiG-25 (航空機)
 MiG-25 / МиГ-25
ロシア空軍のMiG-25戦闘機
- 用途：戦闘機
- 分類：迎撃戦闘機、偵察機、練習機
- 設計者： ミコヤーン・グレーヴィチ設計局
- 製造者：なし
- 運用者： シリア(シリア空軍)
- 初飛行：1964年3月6日(Ye-155R1)
- 生産数：1,190 機
- 生産開始：1968年
- 運用開始：1970年
- 運用状況：退役
- 派生型：MiG-31

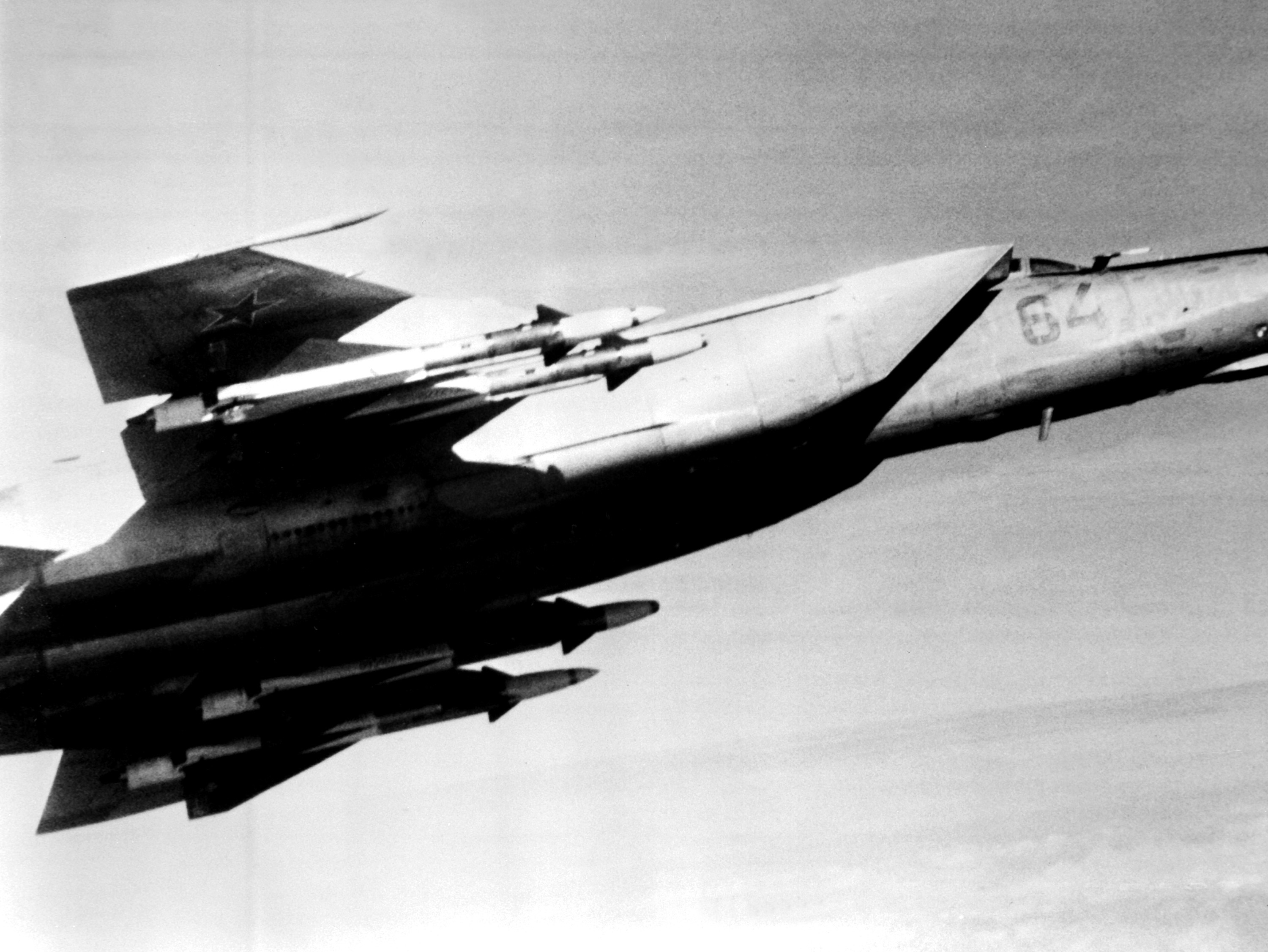
R-40 ミサイルを搭載した MiG-25PD

MiG-25 (ロシア語: МиГ-25) は、ソビエト連邦のミグ設計局が国土防空軍向けに開発したマッハ 3 級の航空機。迎撃戦闘機型と偵察機型、敵防空網制圧型および練習機型がある。北大西洋条約機構 (NATO) がつけたNATOコードネームはフォックスバット (Foxbat) である。
なお、当時の冷戦構造の下では西側諸国が入手できた旧ソ連の情報は限られていたため、トゥシノ航空ショーで存在が初公表されてからしばらくの間、この機体はMiG-23にあたるのではないかという観測が西側の間に存在していた。当機種がMiG-25であると広く認識されたのは、後述のベレンコ中尉亡命事件以降の事である。

## 概要

### 開発
1950年代、アメリカ合衆国では B-58、XB-70、SR-71 などの超音速機が開発されており、ソ連はこうした侵入機に対する迎撃戦闘機の開発の必要に迫られていた。そこで、ミコヤン・グレヴィッチ設計局（以下、ミグ設計局）にその開発が依頼された。
ミグ設計局ではそれまで I-3U、I-7U、I-75、Ye-150といった超音速迎撃戦闘機の開発実績があり、その十分な研究成果を持っていた。また、これらの試験機では「ウラガーン」迎撃システムが試験され、超音速での迎撃システム構築の基礎データを集積していた。一連の試作機はYe-150とYe-152 で完成の域に達し、両機は持続時間は限定的ながら、高度 22-23 km の空域において最大 3,000 km/h での飛行を実現した。また、B-58、XB-70、SR-71という恐るべき標的に対し有効な攻撃を加えるため、長距離の捜索レーダーと長射程空対空ミサイルの開発も急がれた。
その結果完成されたのが、1961年に姿を現したYe-155 (Е-155) であった。これはYe-150/152の純粋な発展型であったが、所期の能力を達成するためにその機体構成は大きく変更されていた。まず、空気との断熱圧縮による高速飛行に際しての高熱に曝される部分においてはチタン合金を使用することで耐久性が高められ、機体外板の接合には、本来のリベット止めによる接合から、スポット溶接・アーク溶接・自動溶接機を組合わせての接合となった。また、強度を十分に確保するため、ニッケル鋼が多用されており、機体全体では、ニッケル鋼80％・アルミニウム合金11％・チタン合金9％の材料構成となっている。高速性と高々度性能を持ちつつ安定性と運動性を確保するため、主翼は高翼配置（試作型は水平、量産型は5度の下反角）、機体後部の垂直尾翼は外開き（11度）に2枚の双垂直尾翼となった。水平尾翼は全遊動式であった。翼端から前へ突き出た棒はフラッター対策用のマスバランスである。尾部中央には路面凍結時用のドラッグシュート（ブレーキシュート）が収納されている。ドラッグシュートの前方の機体上面には一枚板のエアブレーキがある。エンジンは強大な推力を発生する大型ターボジェットエンジン、R-15-300 が2基搭載されたが、燃費が非常に悪いため機体容量の約70%が燃料タンクに充てられていた。大型の捜索レーダーを搭載するため、空気取入口は機首から機体両脇に移動され、長大な機首には大型のレドームが装備された。ここには、地上から上空の目標まで誘導される自動迎撃装置が搭載された。
Ye-155には迎撃戦闘機型のYe-155P (Е-155П) の他、高速偵察機型のYe-155R (Е-155Р) と巡航ミサイル母機型の Ye-155N (Е-155Н) が開発された。しかし、Ye-155N の実用化は見送られた。
Ye-155Pは「航空機ミサイルによる空中目標迎撃システム S-155」の主要構成要素となることが見込まれた。そのため、機体にはシステムに連動する大型の機上捜索レーダー「スメールチ-A」、誘導ミサイルの K-40 (のちにR-40として制式化) 、地上目標航法装置の「ヴォーズドゥフ-1」の機上航法指令送信装置「ラズーリ」が搭載された。
飛行試験は1960年代を通じて行われた。1962年から 1963年にかけて 4 機の Ye-155 が製作された。その内二機は迎撃戦闘機型の Ye-155P1 と Ye-155P2 で、残る二機は偵察機型の Ye-155R1 と Ye-155R2 であった。最初に組み立てられ飛行したのは Ye-155R1 で、1964年3月6日に初飛行に成功した。Ye-155Rの1機は、フィン付きの翼端燃料タンクを装備していたが、試験において安定性の問題を起こしたため、全機から撤去された。Ye-155P1 はこれに遅れること約半年、1964年9月9日に初飛行した。この飛行試験において、空力的・操縦性・システムなどの問題が多いことが判明したが、性能自体は目標を達成しており、その後も数機の試作機が製作され、改良型のYe-266は多くの速度と高度の世界記録を更新している。
1967年からはYe-155Pの最初の量産型機が製作された。1967年にはYe-155P7/8/9の3 機が、翌1968年にはYe-155P10/11の二機が製作された。これらは、S-155システムの国家試験に使用された。ソ連航空産業省の指令により、Ye-155P は1968年にMiG-25P (МиГ-25П) 、製品84 (Изделие 84)、(NATOコードネームはフォックスバットA) として制式化された。部隊配備は1970年より開始され、1972年に最初の飛行隊が実働態勢に入っている。
一方、偵察機型に関しては1968年に4 機目の試作機となる Ye-155R4 が製作され、これが最初の量産型機となった。Ye-155R2/3/4 の 3 機が国家試験に供され、試験は1969年10月に終了した。量産は1968年から開始されており、航空産業省の指令によりMiG-25R (МиГ-25Р)、(NATOコードネームはフォックスバットB) として制式化された。
MiG-25の生産は、ゴーリキー（現ニジニ・ノヴゴロド）の第21航空機工場で実施された。MiG-25Pは、それまでの主力迎撃戦闘機 Su-9 や Su-11 を代替してソ連防空軍の主力機となっていった。一方、MiG-25Rとその派生型偵察機などはソ連空軍での前線任務に入った。また、最高高度到達記録の37.6 km など、高度到達時間トライアルでは米国の SR-71 や F-15 ストリークイーグル、F-4 ファントムのトライアル仕様機と熾烈な争いとなりこれらの機種と共に多くの記録を保持している。
MiG-25は最高速度が非常に速く、3,000 km/h （およそマッハ 2.83 相当）での飛行を目標に設計されており、実用化された戦闘機としては最速である。イスラエルのレーダーにマッハ 3.2、中東方面ではマッハ 3.4 の飛行速度が記録されている。超音速ジェット機の最高速度は、エンジンの出力限界ではなく、機体の構造や空気の断熱圧縮による耐熱限界をもとに算出される場合が多い。MiG-25も、構造材のニッケル鋼で耐熱上の安全を確保できるのはマッハ 2.83までだったとされ、マッハ3を超える飛行は8 分程度が限界であり、かつ飛行した機体は再度の飛行は不可能、または飛行するためには修理が必要であった。

### アメリカの不安
1967年7月に行われたモスクワ・ドモジェドヴォ空港での航空ショーにおいて、MiG-25が突如出現し、上空を高速で通過していった。周到に演出されたこのフライパスのみならず、ソ連はこの航空ショーに、MiG-23・Su-15を初めとした試作機や実験機を含む多種の機体を第3世代ジェット戦闘機として出品し、これらに大きな衝撃を受けた西側の航空機専門家はソ連の意図通りにその実体以上の過大な評価を下した。アメリカ空軍首脳も公開された機体に対抗し得る機体を自軍に保有していないと考え、ソ連の爆撃機に加え、戦闘機にも危機感を募らせていった。
MiG-25のその最高速度やノズル、空気取入口のサイズからアメリカはターボファンエンジンを搭載した航続距離の長い非常に高性能な機体であると予測した。その頃、アメリカが使用していた戦闘機は機動性が悪いものが多くMiG-25に対抗できるものはないとして危機感を覚え、F-15 を開発することとなった。

### 不安の解消
MiG-25の実際の性能はベレンコ中尉亡命事件によって明らかになった。1976年（昭和51年）9月6日、ヴィクトル・ベレンコ中尉が搭乗するMiG-25が演習中に突如急降下して日本に向い、函館空港に強行着陸した。
ベレンコのMiG-25は函館空港から百里基地に米軍のC-5ギャラクシーで移送され、格納庫の中で日米共同による調査が行われた。なお、函館空港では運搬のために最小限の解体が行われたが、その際、電子機器類に自爆装置がセットされていることが確認されている。自爆装置はアメリカ軍技術者の手により解体された。
高速飛行での高熱に曝される部分において、レアメタルのチタン合金を大量に使用していると見られていたが、実際にはニッケル鋼が多く使われていた。主成分のアルミニウムが600 ℃台で融けてしまうジュラルミンなどのアルミニウム合金よりは耐熱性に優れているが、これでは機体表面を常時300 ℃に加熱させるマッハ3での飛行に耐えられず、MiG-25 が安全に飛行できる最高速度は実際にはマッハ2.83程度だった。チタン合金に比べニッケル鋼は大幅に重いため、機体の通常重量は36,720 kgと重くなり、機体にアルミニウム合金を使用していた西側のF-4の18,825 kg（運用時重量）と比べ2倍近い重量があった。機体重量を減らすため、コックピットの座席には非常時に脱出するための射出座席は装備されておらず、大型の主翼は機動性を高めるためでなく、その重量を浮かび上がらせるための揚力を得るためであることが判明した。
迎撃に特化した戦闘機であり、機体の運用制限荷重（≠破壊荷重）が5G、改良型のPD型で5.5Gと通常の戦闘機よりも低い傾向にあり(他参考、F-14A＝4.8G、F-14D=6.3G、F-4E=7G、F-15C及びSu-27S=9G)機体重量も相まって、見かけによらず、機動性などはそれほど高くない。ソ連の防空システムにおける航空機の役割は、地上管制による誘導を受けながら広大な国土の上空を航行し、長射程ミサイルを目標付近まで輸送したのちに発射するというものである。つまり純然たる迎撃機であるが本来の設計思想と異なる戦術・制空戦闘目的で運用された中東諸国のMiG-25は高速性を活かして戦うことで制空も一定以上こなせることを証明し、例えばイランイラク戦争においては敵対戦闘機19機を撃墜しMiG-25は2機損失のみであり、イラク軍にとって圧倒的劣勢下であった湾岸戦争においても空対空戦闘において戦果と損失がどちらも2という状況から鑑みて高い生存性を見せた。
- - MiG-25のエアインテーク内部。吊り下げられた整流板が確認できる。

巨大なエアインテークとノズルは特徴的な外見であるが、さらにエアインテーク内には整流板が取付けてあり、空気の流れを整えてエンジンの燃焼を安定させる効果があった。当初予想されたエンジンは当時としては新型のターボファンエンジンやターボラムジェットではなく、高速飛行時のラム圧縮効果をあらかじめ見込んでエンジンの圧縮機の圧縮比を低く設定した従来型のターボジェットエンジンの採用によるものだった。
電子機器はアメリカ以上のハイテクを駆使していると見られていたが、実際にはオーソドックスな真空管が多く使われており、先進性より信頼性を重視したものとなっていた。それでも、旧式ながらレーダーの出力は 600 kW と極めて大きいものであり、相手方の妨害電波に打ち勝って有効であったと伝えられている。ほかにも、半導体回路を使用すると核爆発の際に発生する電磁パルスで回路が焼損するおそれがあるため使用しなかったとの説もある。
機体設計においては、MiG-25は特にその機体構成要素において、革新性よりは信頼性に重点をおいた堅実な設計に基づいた機体であった。
以上の事から、MiG-25は西側の懸念したような格闘戦用の制空戦闘機ではなく、ソ連の防空システムに完全に組み込まれる、領空防衛を主目的とする典型的な（ロシア・旧ソ連型の）迎撃戦闘機であると考えられた。これにより、西側への侵攻が行われた際にMiG-25が前線に現れ脅威となるような状況は想定されなくなり、調査班は西側諸国の不安が「過大評価」であったとの結論を下した。
ただし、この MiG-25の「過大評価」はアメリカ空軍が予算、特に F-15 開発の予算を獲得せんがために、ソ連の脅威を宣伝した結果ともいわれる。アメリカもマッハ 3級の戦闘機・爆撃機を試作していた経験から、高速に特化した機体の運動性がさほど高くは無いであろう事は予測していたともされ、2015年現在においても、マッハ 3近い高速性能と高い運動性を両立した航空機は存在していない。実際にアメリカ空軍は「高速で運動性が高い」MiG-25の脅威を訴えながらも、F-15 に対して運動性と引き換えに速度性能の要求を緩和しており、速度性能と運動性能の両立に矛盾や限界が存在することを承知していた。実際にはアメリカ空軍は、MiG-23やSu-15などを含めた一連のソ連の新型機を脅威視したのであり、MiG-25は「マッハ3の高性能機」という事で、納税者（議会）に対しての「わかりやすい説明」として特にクローズアップされたというのが正解であった。
なお、MiG-25の設計年次は、F-15などより実質的に一世代前となっている。真空管の使用は時代遅れだという指摘にしても、MiG-25のプロトタイプが制作された 1960年代は、レーダー回路に使えるような大出力のトランジスタやIC/LSIなどは、そもそもアメリカにおいてすら実用には至っていなかった時代である。
ベレンコ中尉は日本での取り調べの後、希望通りアメリカへ亡命した。MiG-25の機体はソ連に返還されている。ソ連ではこの事件によって自国の防空システムが西側に露見してしまったのではないかと懸念し、以降 MiG-25 の搭載機材の一新を図ることとなった。特に、搭載レーダーとその関連システムはまったく別系統のものに変更された。機材更新以降のMiG-25 はMiG-25PDと呼ばれたが、搭載機材の急な変更は一挙に行えるものではなく、数年を掛けて複数のタイプの MiG-25PD が製造されることとなった。
更に、防空軍専用の機体として輸出が行われ、MiG-25PD/PDS/R/RB/RBT/RBK/BM/PU/RUがそれぞれ東欧や中東、アジア方面に輸出された。

### 冷戦後

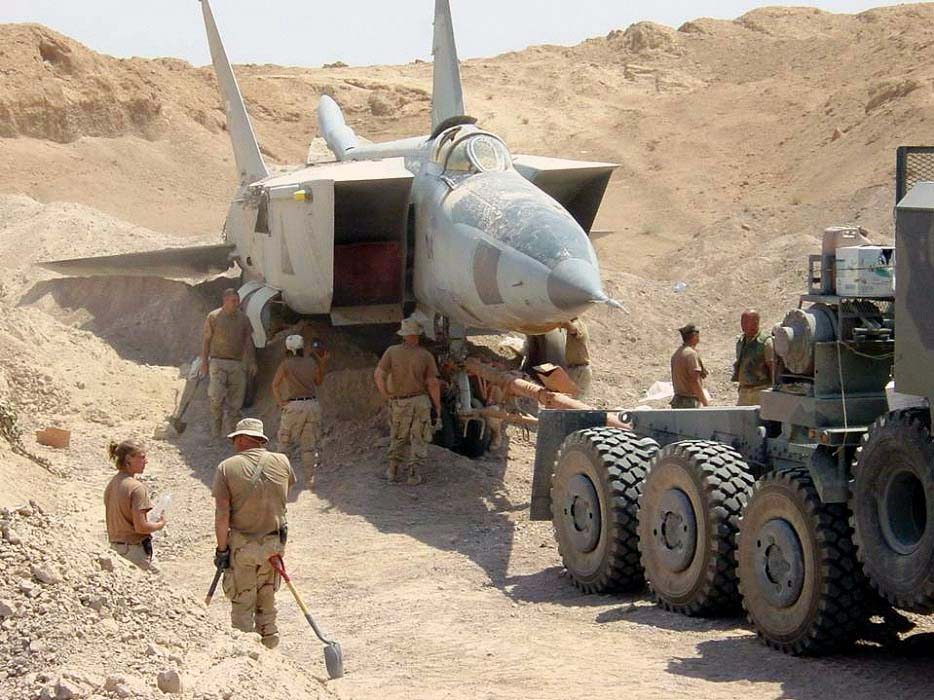
イラク国内で出土したMiG-25RB

MiG-25の運用上最大の欠点は時速3,000 kmの飛行に耐えるよう設計された機体のデリケートさと機体やエンジンの整備の煩雑さ、許容しがたい燃料消費量の多さなどであり、こうした運用効率の悪さから冷戦終結後、MiG-25は冷遇されていった。
ロシアでは他に代替機のない各種偵察機型と防空制圧型のMiG-25BM 、及び各種試験にも用いられる複座型が運用されている。ウクライナやベラルーシでは全機が独立後数年以内に退役したとされる。また、ブルガリア空軍の機体はロシア空軍のMiG-23MLDとの引き換えで返還された。なお、ブルガリアはワルシャワ条約機構の構成国の中で唯一MiG-25の運用国となっている。以前は実戦で活発な活動を見せていた中東地域の機体も、シリア内戦を受けて飛行を再開したシリア以外は現在では稼動状態にあるのか疑わしい。
アルジェリアは近年まで運用していたが、Su-32で代替される予定である。リビアでも、2007年現在では稼動状態にはないと見られている。長年偵察機型 (MiG-25RB) を運用してきたインドでも、2006年5月1日をもって退役した。
アゼルバイジャンはMiG-25を引き続き運用している模様で2014年にMiG-25の近代化改修を実施している。
湾岸戦争ではイラク空軍のMiG-25 がアメリカ海軍の F/A-18 を一機撃墜しており、2006年現在、ベトナム戦争以降で唯一米軍機を実戦で撃墜した機体である。また、これは湾岸戦争における空対空戦闘に於いて、イラク側が唯一挙げた戦果でもある。
2003年3月には、イラクで RQ-1 プレデターと交戦し、これを撃墜している。これは武装した無人機と有人機の初の戦闘である。

一方、MiG-25 を大幅に改良した長距離迎撃機 MiG-31 も開発され、こちらはロシアでは迎撃戦闘機の主力のひとつとして運用されており、その数は運用されている迎撃戦闘機の約半数であるといわれる。なお、残り半数はSu-27。また、MiG-31はカザフスタンでも使用中である。しかしながら、各種開発されたMiG-31の派生型は、飛躍的な能力向上を見せたMiG-31Mをはじめいずれも量産には結びついていない。

## 主な派生型

### 試作機
Ye-155R-1
1機制作された偵察機型の試作機。後に速度記録機であるYe-266の1号機に改造。
Ye-155R-2
1機制作された偵察機型の試作機で細部が改良されている。
Ye-155R-3
4機制作された偵察機型の試作機で細かい部品が変更されている。初号機はYe-266の2号機に改造。
Ye-155P-1
1機制作された戦闘機型の試作機。後にYe-266の3号機に改造。
Ye-155P-2
1機制作された戦闘機型の試作機で電子機材などが変更された。
Ye-155P-3
9機制作された戦闘機型の試作機で細部が刷新されている。

### 量産機
MiG-25P（МиГ-25П）
最初の量産型。機首にパルス・ドップラー式のRP-25スメルシュ(NATOコードネーム フォックスファイヤ)捜索/追跡レーダーを装備しており、最大探知距離は80kmである。兵装にはR-40（AA-6 アクリッド）ミサイルを赤外線誘導型とレーダ誘導型を各2発搭載するが、機関砲は搭載されていない。なお、戦闘機型は偵察機型よりもわずかに翼幅が長い（ゆえに、翼端が、偵察機型より延長されており、先細りになっている（翼端の翼弦長が短い）ので、見分けがつく）。また、主翼下の4基のパイロンは主翼の捻り剛性も担っている。NATOコードネームはフォックスバットA。他に生産された2機は高性能エンジンの試験機に改造された。2024年現在2機(青の4、赤の72)がロシア国内で保存されている。18機はジョージアに、77機はリビアへ、1機はアルメニアへ、10機がカザフスタンへ輸出された。残る350機はPDSにアップグレードされた。
MiG-25PD（МиГ-25ПД）
104機生産された改良型。ベレンコ中尉のもたらした機体は迎撃戦闘機型の MiG-25Pであったため、亡命事件を受けてソ連ではこの機体のシステム変更の必要に迫られた。ソ連にとっては、MiG-25P が捕獲されたことによって自国の防空システム全体が露見してしまう可能性が最大の関心事であった。このため、防空システム全体の見直しが必要となり、搭載機材を変更して1978年に完成したのが本機である。機首のレーダーはそれまでのスメルシュから変更され、MiG-23ML の搭載レーダーを改良したRP-25サプフィール(NATOコードネーム ハイラーク)レーダーに換装された。このレーダーはルックダウン・シュートダウン能力を持ち、複数の目標指示能力などが追加されている。その他にも電子装備も変更され、機首下面にはこれもMiG-23MLから流用した赤外線追跡装置を装備した。以降はこの機体が配備されていった（MiG-25PDにも数シリーズあり、初期のものは外見上MiG-25Pに似ている）。また、MiG-25Pを代替する迎撃戦闘機として本来は前線戦闘機であったMiG-23も防空システムに組み込まれることとなり、MiG-25PD 同様の機材を搭載した迎撃戦闘機型MiG-23Pが製造された。結果、長射程ミサイルを使用できるMiG-25PDと中射程ミサイルを使用するMiG-23Pが並行して防空軍へ配備されることとなった。NATOコードネームはフォックスバットE。内、3機は特殊試験用途に改造された。他の13機はベラルーシに、24機はトルクメニスタンへ、10機がイラクへ、16機がシリアへ、12機がアルジェリアへ、12機がアゼルバイジャンへ輸出された。ロシア国内には1機(赤の04)が状態を保って保存されているが、残る14機は不明である。
MiG-25PDS （МиГ-25ПДС）
350機存在した既存のMiG-25PをMiG-25PD規格にアップグレードしたもの。12機はイラクへ、11機はアルジェリアへ、83機はウクライナへ、20機がジョージアへ輸出された。現在4機がロシア国内に現存している(青の04、状態の悪い青の08、赤の46、赤の69)。残る220機の所在は不明。
MiG-25R（МиГ-25Р）
高々度偵察型。NATOコードネームはフォックスバットB。2機がシリアへ、4機がカザフスタンへ輸出された。
MiG-25RB（МиГ-25ЛБ）
MiG-25Rを元に爆撃能力を加えた偵察爆撃機型。精密誘導は出来ず目的地上空まで飛行して照準をせずに爆撃する型式になっている為レーザー誘導爆弾ではなく核爆弾を運用することが前提とされている。NATOコードネームはフォックスバットB。12機がイラクへ、8機がシリアへ、10機がアルジェリアへ、7機がベラルーシへ、24機がアゼルバイジャンへ輸出された。
MiG-25BM（МиГ-25БМ）
38機生産された偵察型のMiG-25RBから発展した敵防空網制圧（SEAD）型、1972年に開発が開始され、1982年に量産が開始された。偵察器材に代えてECM器材を搭載しており、それにより機首部が720mm延びている。対レーダー電波システム「ヤグアール」により、これにより対レーダーミサイルのKh-58Uを運用できた。Kh-58Uは最大で4発を搭載できる。NATOコードネームはフォックスバットF。ベラルーシに12機が輸出された。
MiG-25RBV（МиГ-25РБВ）
SRS-9ELINT（電子情報）器材と側視レーダーを搭載した、戦術偵察爆撃機（写真偵察機）型。NATOコードネームフォックスバットB。生産された1機は空中給油の試験機に改造。
MiG-25RBT（МиГ-25РБТ）
戦術電波偵察機型。NATOコードネームフォックスバットB。3機はブルガリアへ、16機はウクライナへ輸出された。
MiG-25RBK（МиГ-25РБК）
偵察カメラを搭載していない電子偵察型。NATOコードネームはフォックスバットD。16機がリビアへ、6機がインドへ輸出された。
MiG-25RBS（МиГ-25РБС）
MiG-25RBKを元に側視レーダーを搭載した電子偵察型。NATOコードネームはフォックスバットD
MiG-25RBN（МиГ-25РБН）
MiG-25RBにNAFA-75航空カメラ、Virazhステーション、主翼パイロンにFOTAB-100-140光照射爆弾を搭載した夜間写真偵察機型。
MiG-25RBSh（МиГ-25РБШ）
MiG-25RBSのシステムをアップグレードした電子偵察型。NATOコードネームはフォックスバットD。4機がアルジェリアへ輸出された。
MiG-25PU（МиГ-25РУ）
MiG-25Pを元に操縦席の前に新たに操縦席を一段低い位置に設置した複座練習機型。機種転換が目的であるが操縦席やハードポイントはそのままなので戦闘任務に従事することが可能。NATOコードネームはフォックスバットC。PU型7機はイラクへ、3機はリビアへ、2機がシリアへ、12機がベラルーシへ、4機がウクライナへ、4機がアゼルバイジャンへ、4機がジョージアへ、16機がトルクメニスタンへ輸出された。
MiG-25RU（МиГ-25ПУ）
MiG-25Rを元に操縦席の前に新たに操縦席を一段低い位置に設置した複座練習機型。機種転換を目的にしているがパイロンはそのままであり戦闘にも使用可能。2機がカザフスタンへ、6機がアルジェリアへ、1機がブルガリアへ、2機がインドへ、4機がウクライナへ、8機がベラルーシへ、10機がアゼルバイジャンへ輸出された。
MiG-25MR（МиГ-25МР）
1機のMiG-25RBを改造して制作した気象偵察機。

### テストベッド機
MiG-25PDSL
1機のMiG-25PDを改造したECM試験機。
MiG-25PDZ
1機のMiG-25PDを改造した空中給油の試験機。
MiG-25M（МиГ-25М）/Ye-266M
1機のMiG-25PDを改造したR15BF2-300ターボジェットエンジン(乾燥時 98.04 kN (22,040 lbf)、アフターバーナー付き 129.71 kN (29,160 lbf))の試験機。
MiG-25M1
1機のMiG-25RBを改造したR15BF2-300ターボジェットエンジン(乾燥時 98.04 kN (22,040 lbf)、アフターバーナー付き 129.71 kN (29,160 lbf))を搭載した試験機。運用高度と上昇速度の増加、航続距離の延伸が計画されていた。
イズデリエ99
2機のMiG-25Pを改造したソロヴィヨーフD-30Fターボファンエンジンのテストに使用された機体。
MiG-25PDF （МиГ-25 ΠДГ）
1機製造されたMiG-25PDを元に一部のシステムや装備を簡略化した輸出型。兵装には、R-60(AA-8 エイフィド)空対空ミサイルが加えられていた。最終的には既存の機体を輸出した方が合理的と判断され試作で終わった。
MiG-25MP（МиГ-25МП）
1機製造されたIzdeliye83（製品83）。試作名称はYe-155MPでMiG-31の原型機である。
MiG-25RBVDZ（МиГ-25РБВДЗ）
1機のMiG-25RBVを改造した空中給油試験のための性能評価機体。DZは「空中給油」の略称。機首右側にプローブを備える。MiG-25の量産型に空中給油機能は付加されていない。この機能は後継のMiG-31に活かされている。
MiG-25RBShDZ（МиГ-25РБШДЗ）
1機のMiG-25RBSｈを改造した空中給油の試験機型。MiG-25RBVのDZ型同様に機首右側に空中給油装置を組み込んだ試作型だが、レドームの延長と偵察コンポーネントのため位置が前方へ移動、その結果給油プローブは格納できなくなった。1980年後半に試験が行われたが、一方で原型機が既に給油システムを備えていたSu-24の偵察型、Su-24MRの試験が進行中であり、こちらがより有望と認められたため、MiG-25の航続距離の長大化および空中給油能力を付与する案は破棄された。

## 生産リスト
| 型式名     | 生産配備数 | 改造配備数 | 説明                                                                                   |
| ---------- | ---------- | ---------- | -------------------------------------------------------------------------------------- |
| Ye-155R-1  | 0機        |            | 初飛行した偵察機型の試作機で後に速度試験機に改造された。                               |
| Ye-155R-2  | 1機        |            | 2番目の偵察機型の試作機で解体されるまで電子機器のテストに使用された。                  |
| Ye-155R-3  | 3機        |            | 複数の電子機器やカメラのテストに使用された。初号機は別の機体に改造。                   |
| Ye-155P-1  | 0機        |            | 最初に制作された戦闘機型の試作機で後に速度試験機の3号機に改造。                        |
| Ye-155P-2  | 1機        |            | 2番目の戦闘機型の試作機。                                                              |
| Ye-155P-3  | 9機        |            | 追加で制作された戦闘機型の試作機。                                                     |
| MiG-25P    | 108機      |            | 最初の生産型。他の350機はPDSに、2機は別の試験機に改造。                                |
| MiG-25PD   | 99機       |            | 亡命事件後に電子機器を改良して生産後に配備された機体。後に試験機にされたり輸出された。 |
| MiG-25PDS  |            | 350機      | MiG-25PをPD仕様でアップグレードした機体。輸出もされた。                                |
| MiG-25R    | 100機      |            | 高高度偵察機型。                                                                       |
| MiG-25RB   | 50機       |            | 偵察爆撃機型。他の1機は気象偵察機型に改造。                                            |
| MiG-25RBV  | 50機       |            | 偵察爆撃機型。他の2機は別の試験機に改造。                                              |
| MiG-25RBT  | 50機       |            | 戦術電波偵察機型。                                                                     |
| MiG-25RBK  | 50機       |            | 電子偵察機型。                                                                         |
| MiG-25RBS  | 50機       |            | 電子偵察機型。                                                                         |
| MiG-25RBN  | 50機       |            | 夜間写真偵察機型。                                                                     |
| MiG-25RBSh | 50機       |            | 電子偵察機型。                                                                         |
| MiG-25PU   | 50機       |            | 戦闘機の複座練習機型。                                                                 |
| MiG-25RU   | 50機       |            | 偵察機の複座練習機型。                                                                 |
| MiG-25BM   | 50機       |            | 防空網制圧機型。                                                                       |
| MiG-25MR   |            | 9機        | RB型を改造して配備された気象偵察機型。                                                 |
| Ye-265     |            | 1機        | PDを改造したECM試験機。後にMiG-25PDSLに改称。                                          |
| Ye-266     |            | 1機        | PDを改造した空中給油試験機。後にMiG-25PDZに改称。                                      |
| Ye-266M    |            | 1機        | PDを改造したR15BF2-300エンジンの試験機。当初はMiG-25Mと呼ばれていた。                  |
| Ye-259     |            | 1機        | RBを改造したR15BF2-300エンジンの試験機。別名はMiG-25M1。                               |
| Ye-260     |            | 2機        | Pを改造したD-30Fターボファンエンジンのテストに使用した機体。別名はイズデリエ99。       |
| Ye-261     |            | 1機        | PDを改造した輸出型の試作機。別名はMiG-25PDF。                                          |
| Ye-155MP   |            | 1機        | PDを改造したMiG-31の原型機。後にMiG-25MPに改称。                                       |
| Ye-156     |            | 1機        | RBVを改造した空中給油試験の機体。後にMiG-25RBVDZに改称された。                         |
| Ye-157     |            | 1機        | RBVを改造した空中給油試験の機体。後にMiG-25RBShDZに改称された。                        |

## 運用国
現役
- シリア - MiG-25PD×16機、MiG-25R×2機、MiG-25RB×8機、MiG-25PU×2機

退役済
- ソビエト連邦 - 1991年の解体まで全機種を運用。
- ロシア - MiG-25RB×40機
- ベラルーシ - MiG-25PD×13機、MiG-25RB×7機、MiG-25BM×12機、MiG-25PU×12機、MiG-25RU×8機
- ウクライナ - MiG-25PDS×84機、MiG-25RBT×16機、MiG-25PU×4機、MiG-25RU×4機
- カザフスタン - MiG-25P×10機、MiG-25R×4機、MiG-25RU×2機
- トルクメニスタン - MiG-25PD×24機、MiG-25PU×16機
- アゼルバイジャン - MiG-25PD×12機、MiG-25RB×24機、MiG-25PU×4機、MiG-25RU×10機
- ジョージア - MiG-25P×18機、MiG-25PDS×20機、MiG-25PU×4機
- アルメニア - MiG-25P×1機
- ブルガリア - MiG-25RBT×3機、MiG-25RU×1機
- インド - 1981年8月に旧ソ連からMiG-25R×8機、MiG-25U×2機を購入[13]。1995年に半数を退役させ、残る機体に10年の寿命延長改修を施したとされる[13]。2006年5月1日にバレイリ基地第35飛行隊のMiG-25R×3機、MiG-25U×1機の退役をもって全機退役[13]。
- アルジェリア - MiG-25PD×12機、MiG-25PDS×11機、MiG-25RB×10機、MiG-25RBSh×4機、MiG-25RU×6機
- リビア - MiG-25P×77機、MiG-25RBK×16機、MiG-25PU×3機
- イラク - MiG-25PD×10機、MiG-25PDS×12機、MiG-25RB×12機、MiG-25PU×7機

## エンジンノズルでの分類
MiG-25ファミリーには大きく分けて短い物と長い物の2種類のエンジンノズルがある。基本的には、戦闘機型は短く、偵察/爆撃機型は長い。また、2つのエンジンノズルは接して連結しており、長いエンジンノズルでは連結部分の後方にノズルの切り欠きがある。
日本国内で安価に入手が容易なプラモデル『ハセガワ 1/72 MiG-25 フォックスバット』は、偵察/爆撃機型の資料を参考に開発したため、長いエンジンノズルを再現してしまっており、戦闘機型であるベレンコ中尉のMiG-25Pとして作る場合は間違っているので、ノズルの長さを切り詰めると良い。短いエンジンノズルの先端は垂直尾翼の下端の後端の位置にくる。それか、アミーゴモデルなどのサードパーティー製のレジンキットの中から戦闘機型MiG-25のエンジンノズルパーツを海外通販から取り寄せて、組付ければ再現度が上がる。なお、このキットは、主翼形状も、戦闘機型より翼幅が短いために翼端の翼弦長が長い、偵察/爆撃機型のものである。主翼両端を4 mmずつ延長すれば、戦闘機型の翼形になる。こうした細工が不得手な人は、ICM社の戦闘機型MiG-25を選べば良い。

### 短いエンジンノズル Short Exhaust
ほとんどの試作機、先行量産機、MiG-25、-P、-PD、-PDS、-PDF、-PU、-RU
- - 短いエンジンノズル

### 長いエンジンノズル Long Exhaust
上記以外のほとんどの型。-R、-RB、-BM、-RBT、-RBV、-RBK、-RBS、-RBSh、-RBF、-M
- - 長いエンジンノズル

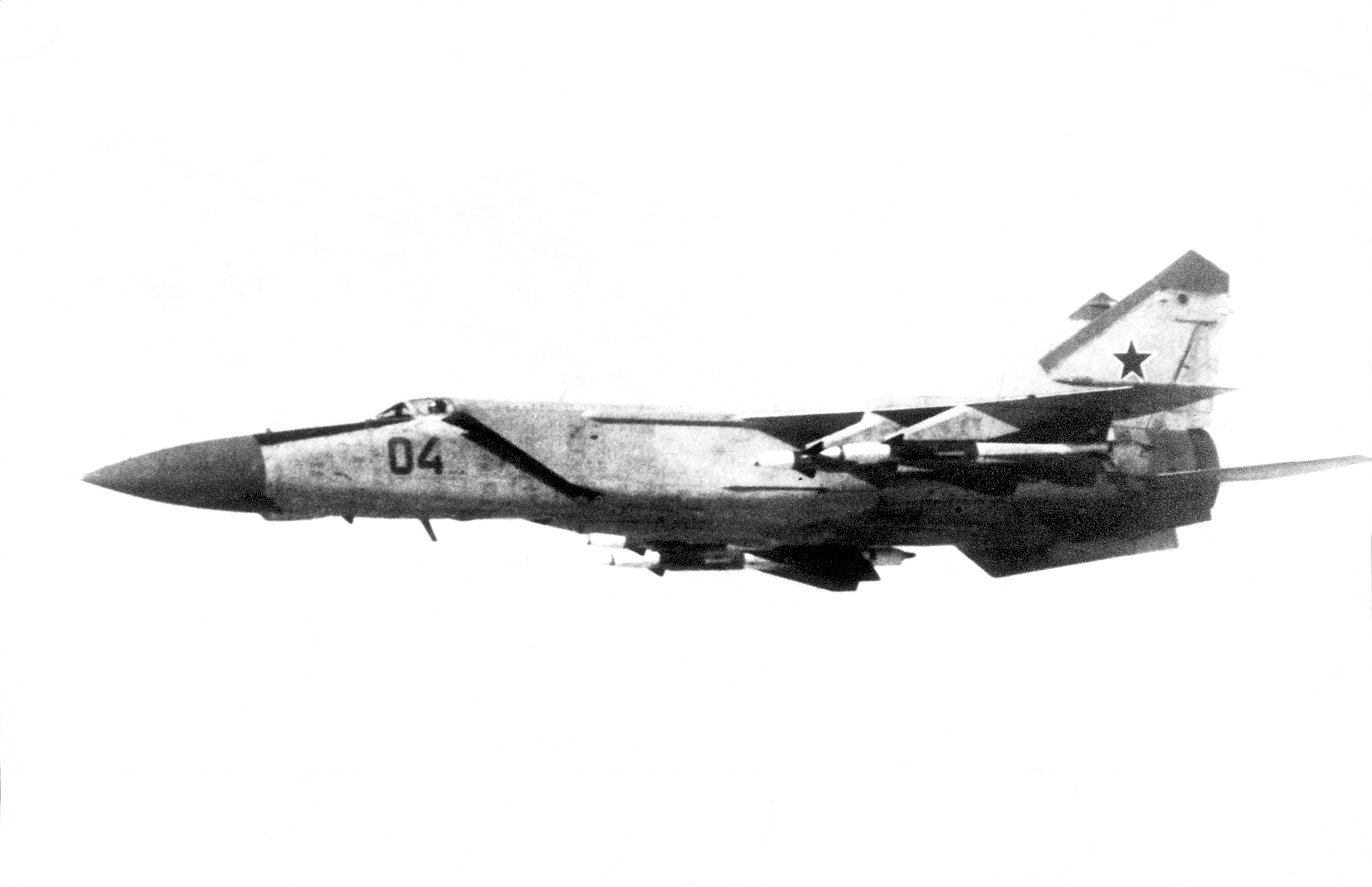
MiG-25PD
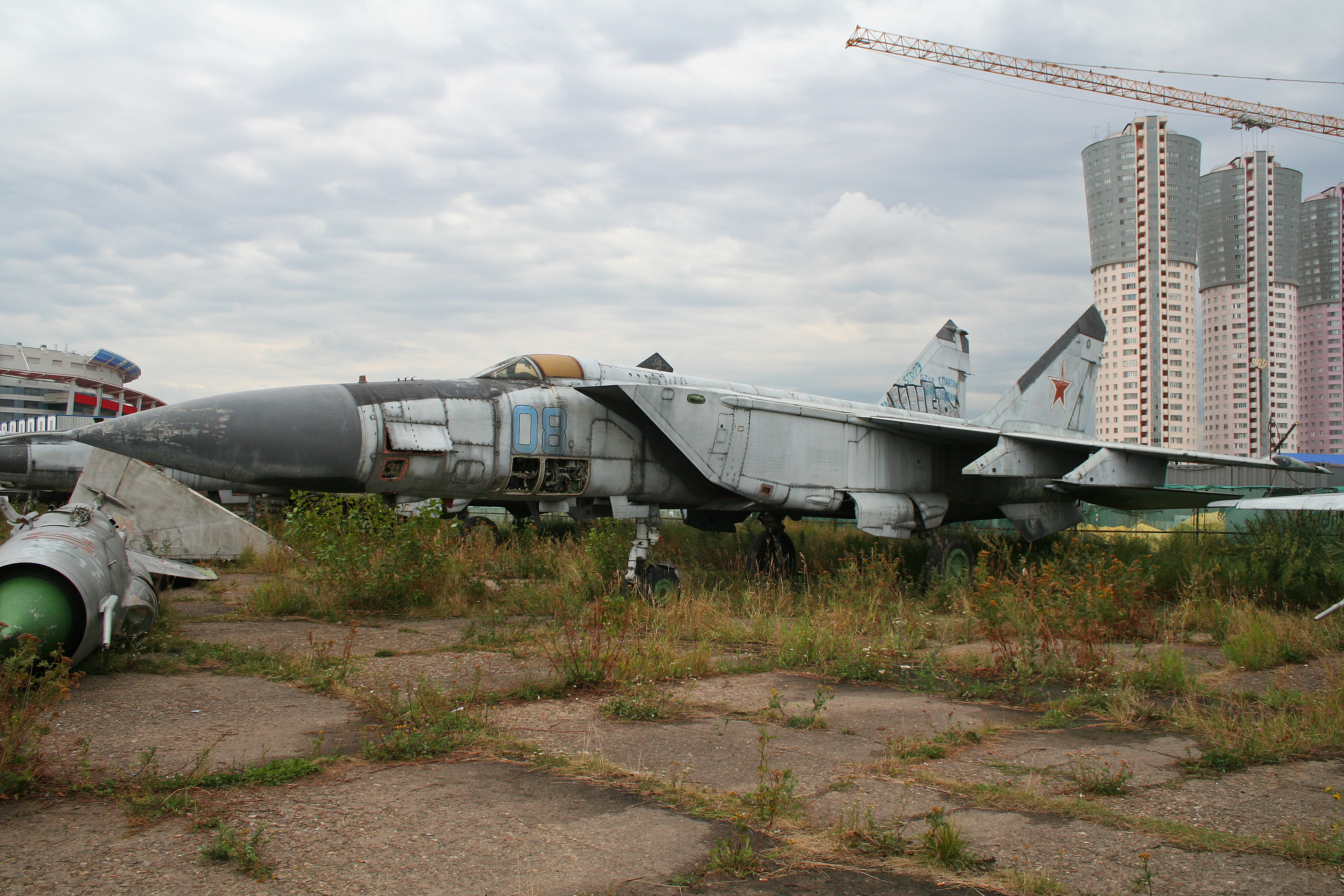
MiG-25PDS
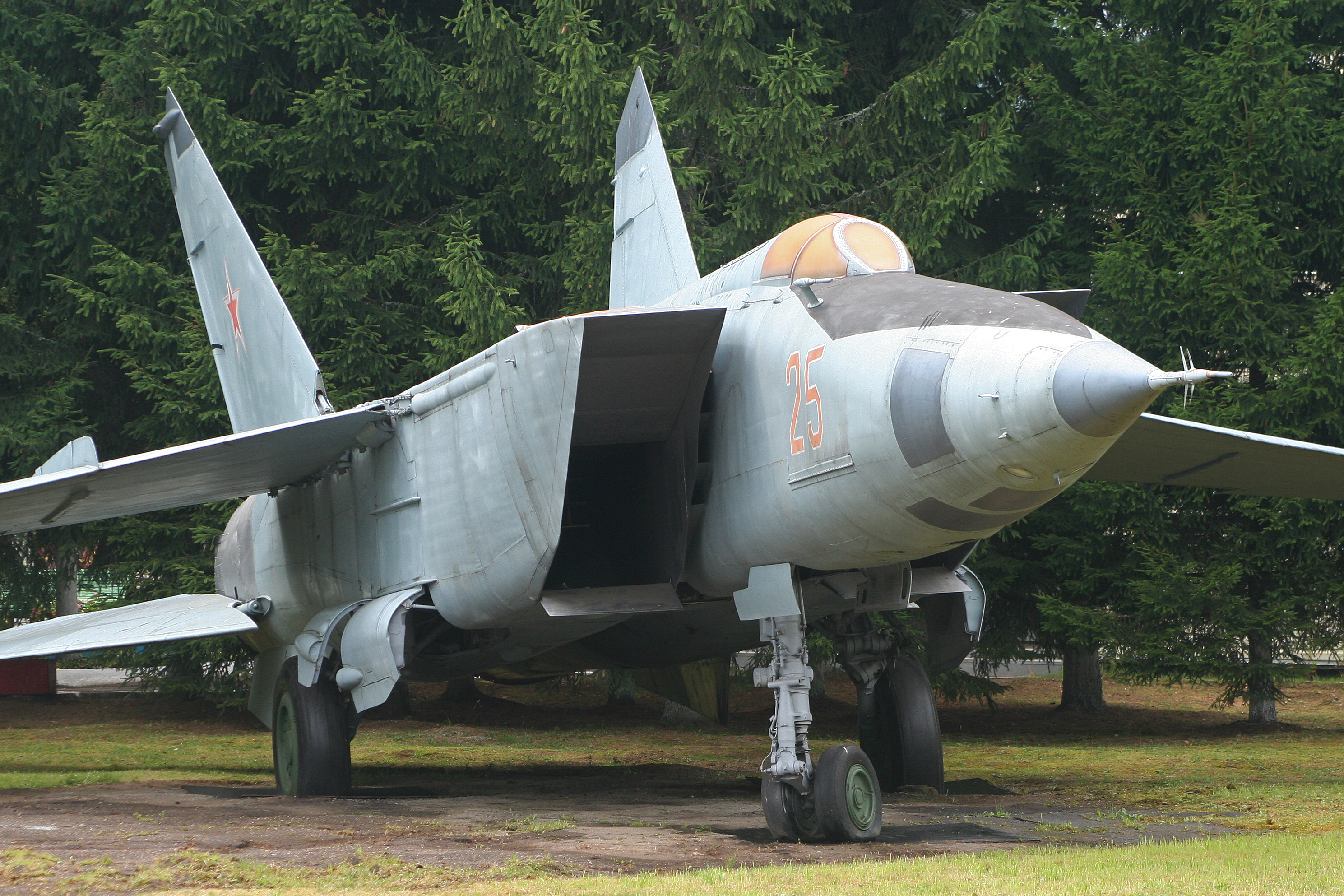
MiG-25R
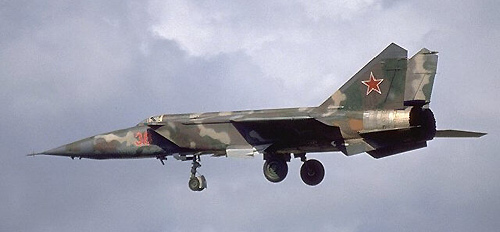
MiG-25RBF
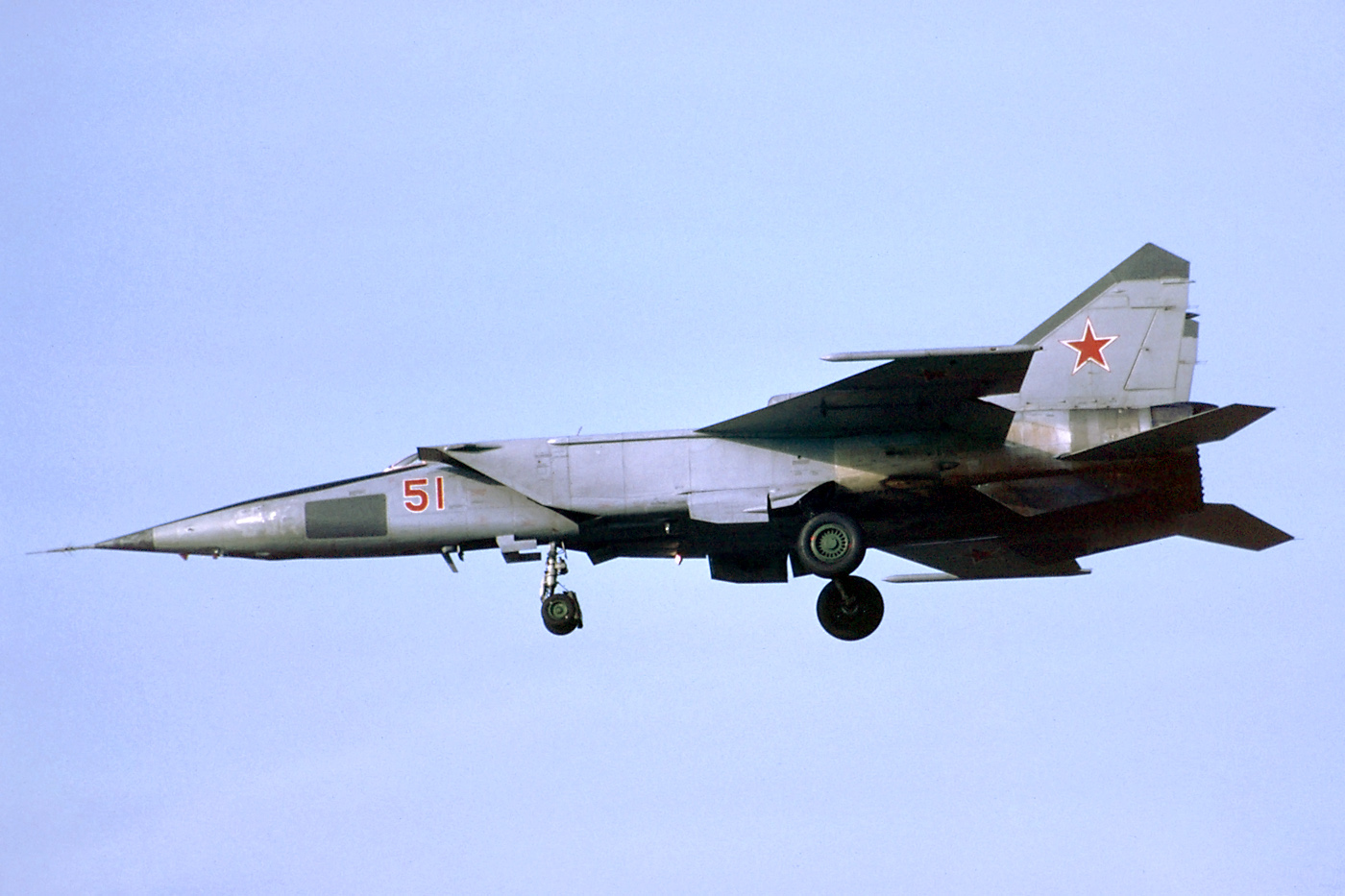
MiG-25RBSh
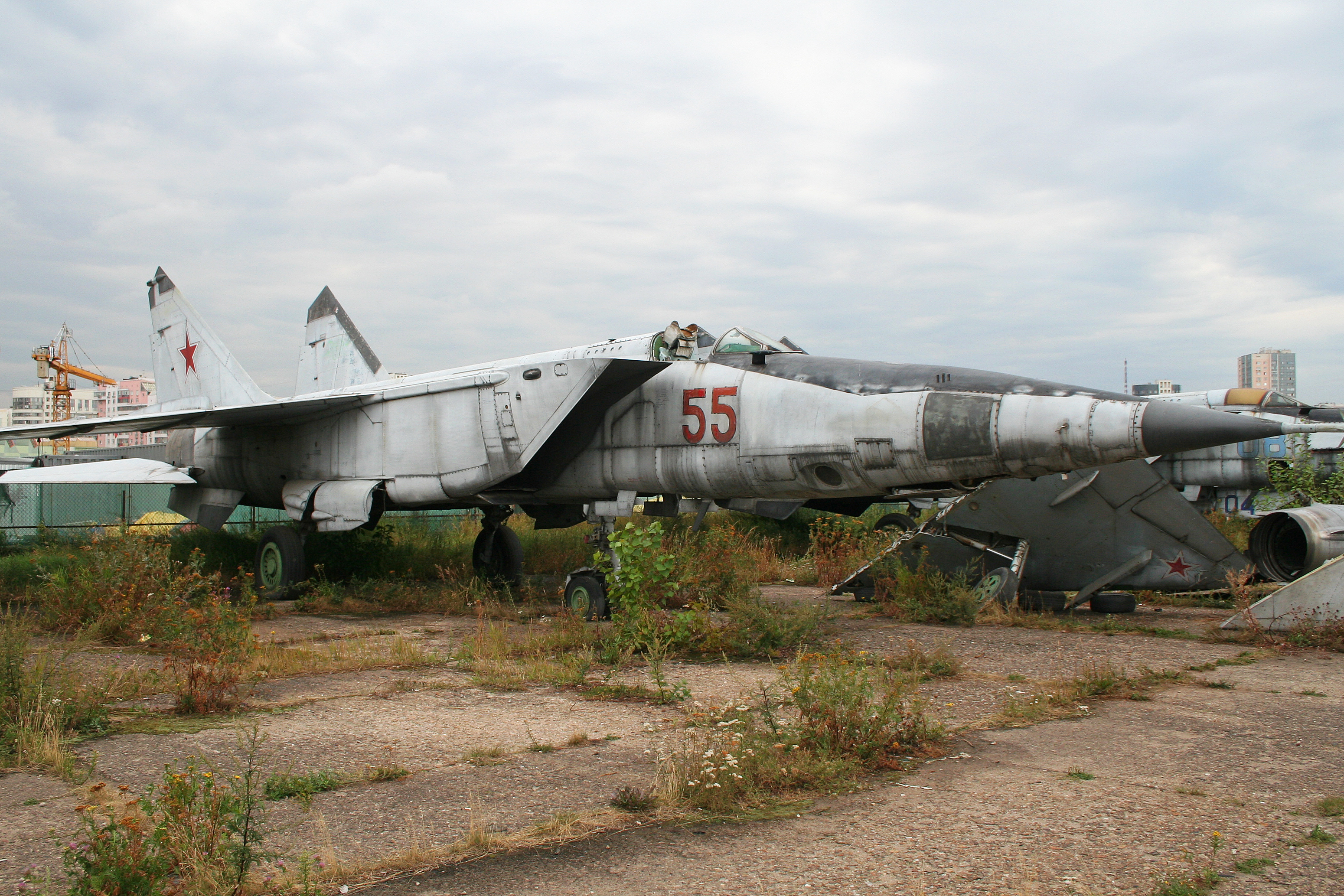
MiG-25RBT
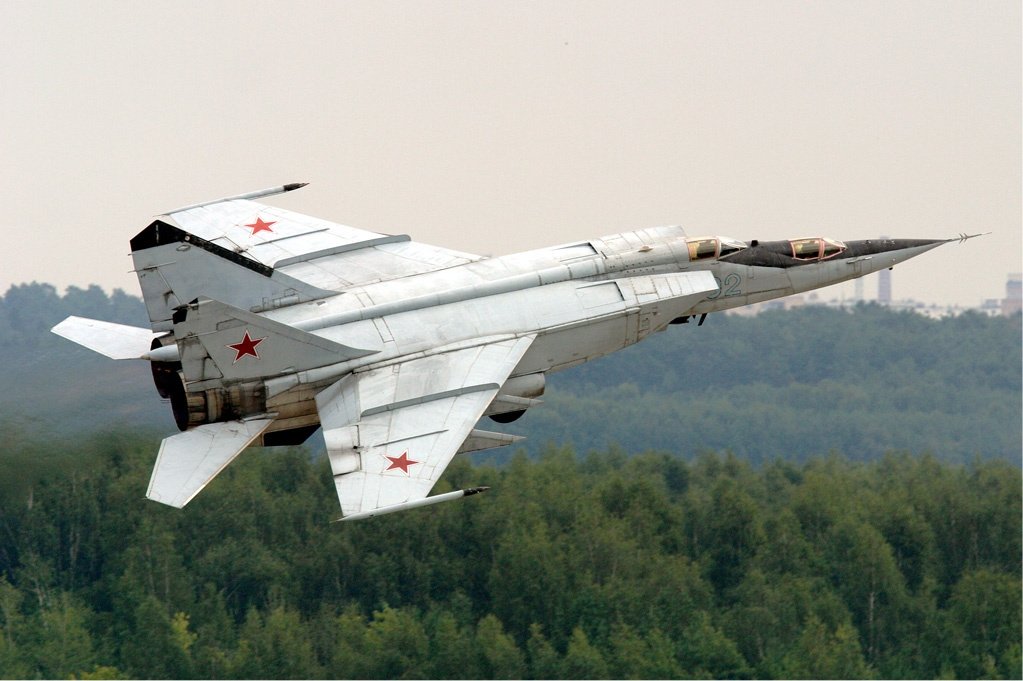
MiG-25PU

## 別名Спирт-Воз
ロシアでは『アルコール運搬機』を意味するСпирт-Воз (Spirt-Voz) という愛称が用いられた。これは、気化熱冷却用におよそ300リットルもの穀物アルコールを搭載した事に由来する。ヴィクトル・ベレンコの語った中には「搭載する筈のアルコールを地上の整備長が退屈凌ぎに飲んだ為、密かに水とすり替えていた。そのせいでキャノピーに着氷していた」という逸話もある。

## スペック (MiG-25P)
- 全長：21.55 m（機首先端から水平尾翼後端まで。機首ピトー管含まない）、22.3 m（同。機首ピトー管含む）
  - MiG-25とMiG-31の両機の大きさは、その形状の違いにもかかわらず、ほとんど変わらない。
- 全高：6.10 m
- 翼幅：14.01 m（偵察機型MiG-25Rは13.42 m）
- 翼面積 : 61.40 m2
- 翼面荷重量 : 598 kg/m2
- 空虚重量 : 20,000 kg
- 通常重量 : 36,720 kg
- 最大離陸重量 : 41,000 kg
- 発動機 : ソユーズ・ツマンスキー R-15BD-300 2 基
- 推力
  - ドライ出力 : 8,790 kg×2
  - アフターバーナ出力 : 11,190 kg×2
- 推力重量比 : 0.41
- 速度
  - 速度制限 : マッハ 2.83（3,090 km/h）
  - 最大速度 : マッハ 3.2（3,490 km/h）
- 航続距離
  - 完全武装 : 1,730 km
  - 戦闘行動半径 : 未知数
  - 非武装時 : 2,575 km
- 上昇率 : 208 m/s
- 実用上昇限度 : 20,700 m
- 海面上昇率 : 毎分12,495 m
- 最大到達高度記録 : 37,600 m
- 燃料搭載量：4,500 L
- 最大G：4.5~8
- 乗員 : 1 名
- 武装
  - 固定武装：なし
  - 空対空ミサイル：R-40Rレーダー誘導型空対空ミサイル×2、R-40T赤外線誘導型空対空ミサイル×2(AA-6)
  - 胴体下面中央に5,300リットル入りの外部燃料タンクを懸吊可能(各型）
- アビオニクス
  - RP-25 Smerch
  - RV-UMまたはRV-4[18]

## 登場作品

### 映画
『ラスト・カウントダウン／大統領の選択』
1990年のテレビ映画。3機のMiG-25が、主人公たちの乗るB-52を迎撃する。尾部銃座にて1機が撃墜され、2機は核攻撃に巻き込まれる。
『ファイヤーフォックス (映画)』
1982年の映画。クリント・イーストウッドが監督・製作・主演を担当。『MiG-31　ファイヤーフォックス』という架空のソ連の戦闘機を盗み出す作戦。

### アニメ・漫画
『CAPTAINアリス』
亡命の際に使用。
『アイドル防衛隊ハミングバード』
OVA第3作「'95風の唄」および第4作「'95夢の場所へ」において南太平洋にある軍事独裁国家（具体的な国名等は登場しない）の主力戦闘機として登場。射出座席の代わりに自動操縦装置を搭載した完全フルオートパイロット機という架空の設定で、パイロットが搭乗していない（有人機同様、自動操縦装置は機体に危険が及ぶと射出される機構になっている）。
現実のMiG-25に機銃は搭載されていないが、作中の機体には機首下面左側に機銃が装備されており、実際の性能とは異なり有人のF/A-18と互角の格闘空中戦を行う高い運動性を発揮している。
『アルジェントソーマ』
Phase:1「再生と死と」冒頭で、空気取入口側面にカナード翼を追加した国連空軍高高度迎撃機のMiG-25改（架空機）が登場。
『エロイカより愛をこめて』
『戦え!超ロボット生命体トランスフォーマー』
デストロン・トリプルチェンジャー空陸参謀ブリッツウィングの変形形態のひとつとして登場。

### ゲーム
『フィクショナル・トルーパーズ』
エストビア連邦軍のランク2として選択可能。リプレイ劇画にも登場し、M3の高速を生かして護衛戦闘機を振り切ってメカール軍の早期警戒管制機を撃墜している。